# Armênia Interior
Armênia Interior foi uma província romana e então bizantina fundada em parte dos territórios controlados no Reino da Antiguidade. Originou-se em 298, quando Diocleciano, pelos termos da Paz de Nísibis assinada com o Império Sassânida, recebeu as chamadas províncias transtigritanas (satrapias) como território semiautônimos governados por suas respectivas dinastias locais. Em 371, novos territórios ao sul foram incorporados e em 390, com a morte de Ársaces III (r. 378–390), os domínios sob controle do rei na Alta Armênia pelos termos da Paz de Acilisena. Esse "reino" de Ársaces englobava o principado mamicônida de Acilisena, que talvez incluía Daranália e Menzura, o principado bagrátida de Sispiritis e os territórios régios de Carenitis, que provavelmente incluíam Salagúmia. Essa província foi concedida a um oficial chamado conde da Armênia (comes Armeniae) e sua capital devia estar em Carim (atual Erzurum; a romana Teodosiópolis), que Robert Hewsen sugeriu ter sido refundada por Teodósio I (r. 378–395), o signatário de Acilisena, ao contrário de seu neto Teodósio II (r. 408–450), como afirmado por Procópio de Cesareia.
Em 536, o imperador Justiniano I (r. 527–565) promoveu a reorganização dos territórios bizantinos na Armênia. Nesse rearranjo, a antiga Armênia Interior foi incorporado na nova província de Armênia Prima, com sede em Justinianópolis (antiga Tsimim / Chermes) e controlada por um procônsul, que também incluiu os territórios da Armênia Prima original (os distritos em torno de Satala, Colônia e Nicópolis) e a extinta província do Ponto Polemoníaco (com as cidades de Trapezo e Céraso) até o mar Negro. Sabe-se que essa província continuou a existir até ao menos o reinado de Heráclio (r. 610–641). Em 591, uma nova província chamada Armênia Interior foi fundada pelo imperador Maurício (r. 582–602) nos territórios que adquiriu da Persarmênia sob os termos acordados com o xainxá Cosroes II (r. 590–628). Essa nova província compreendia, a rigor, os territórios da extinta província armênia da Turuberânia.